# Zadni Barani Ząb
Zadni Barani Ząb (słow. Tretí Baraní zub) – niewybitna turnia o charakterze skalnego zęba, znajdująca się w Baraniej Grani w słowackiej części Tatr Wysokich. Jest jednym z trzech Baranich Zębów. Od Skrajnej Baraniej Turni w sąsiedniej grupie Baranich Turni odgranicza go Zadni Barani Karbik, a od Pośredniego Baraniego Zęba oddzielony jest Pośrednim Baranim Karbikiem. Wierzchołek Zadniego Baraniego Zęba nie jest dostępny żadnymi znakowanymi szlakami turystycznymi. Możliwe drogi prowadzą na niego od obu sąsiednich przełęczy.
Autorami pierwszego wejścia na szczyt byli Zygmunt Klemensiewicz, Jerzy Maślanka i Rudolf Nałęcki. Wyczynu tego dokonali 24 sierpnia 1923 r. podczas przechodzenia Baraniej Grani.